# Marcel Cachin
Marcel Cachin (Plourivo, 20 settembre 1869 – Choisy-le-Roi, 12 febbraio 1958) è stato un politico francese.

## Biografia
Figlio di Marcel, gendarme e Marie-Louise Le Gallou. Dopo aver studiato presso il Lycée Saint-Charles a Saint-Brieuc e a quello di Rennes, segue il corso della Facoltà di Lettere e Filosofia di Bordeaux e si laurea nel 1893. Professore di filosofia a Bordeaux per quindici anni. Marcel Cachin era molto affezionato al linguaggio bretone.
Nel 1891, entrò a far parte del Partito Operaio Francese (POF) di Jules Guesde. Partecipò ai congressi socialisti di Amsterdam (1904) e Parigi (1905) e, in quest'ultimo, si unì alla dichiarazione della costituzione del Partito socialista.
Eletto deputato dal 1914 al 1932, sostenne la politica di unità nazionale durante la prima guerra mondiale, fu sostenitore quindi della guerra. Fu inviato in missione in Russia nel 1917.
Nel 1920, nel Congresso di Tours, fu uno dei fondatori del Partito Comunista Francese e fece parte della maggioranza che avallò la rivoluzione russa e il bolscevismo. Aderì quindi alla Terza Internazionale. Nel 1923 fu imprigionato per le sue nette posizioni contro l'Occupazione della Ruhr e la presenza francese in Marocco. Nel 1936 fu uno dei pilastri del Fronte Popolare. Rifiutandosi di sconfessare il patto nazi-sovietico, fu destituito della sua carica politica nel 1940 e, durante la guerra, fu spinto alla clandestinità. Dopo la liberazione, egli riprese la sua attività fino alla sua morte nel 1958.
Direttore de L'Humanité (1918-1958), fu membro del direttivo del Partito Comunista Francese (1923-1958) e senatore (1935). Dopo la guerra fu decano deputato dell'Assemblée Nationale fino alla sua morte.
All'età di 88 anni, è stato il primo straniero ad essere insignito dell'Ordine di Lenin.
È sepolto nel cimitero di Père-Lachaise a Parigi.
La figlia, Marcelle Cachin (1911-1999) sposò Paul Hertzog, chirurgo. Lei, medico, fu un membro del Partito Comunista. Sua figlia Francoise Cachin è uno storico dell'arte.